# Cockerelliella curcumae
Cockerelliella curcumae là một loài côn trùng cánh nửa trong họ Aleyrodidae, phân họ Aleyrodinae.
Cockerelliella curcumae được Corbett miêu tả khoa học đầu tiên năm 1935.